# Gmina Tõstamaa
Gmina Tõstamaa (est. Tõstamaa vald) – gmina wiejska w Estonii, w prowincji Parnawa.
W skład gminy wchodzi:
- 1 miasto: Tõstamaa
- 19 wsi: Alu, Ermistu, Kastna, Kavaru, Kiraste, Kõpu, Lao, Lõuka, Manija, Männikuste, Peerni, Pootsi, Päraküla, Rammuka, Ranniku, Seliste, Tõhela, Tõlli, Värati.